# Colurieae
Colurieae biljni tribus grmova, polugrmova i zeljastog bilja smješten u potporodicu Rosoideae, dio porodice Rosaceae. Ime je dobio po rodu Coluria R.Br., sinonim za Geum.
Sastoji se od dva roda, od kojih je jedan monotipičan.. Osnovni broj kromosoma za Colurieae je x = 7. Osim za Fallugia. Rodove Sieversia (2 vrste) i Waldsteinia (6 vrsta) neki priznaju kao zasebne., ili kao djelove roda Geum.

## Distribucija
Sjeverna Amerika, Meksiko, Južna Amerika, Euroazija, Afrika, Pacifički otoci (Novi Zeland), Australija.

## Rodovi
1. Geum L. (70 spp.)
2. Fallugia Endl. (1 sp.)